# Публіцистичний стиль мовлення
Публіцистичний стиль мовлення використовується найчастіше в політичній, суспільній, освітній сферах та характеризується точністю та послідовністю викладення провідних тез. У сучасній науковій літературі дедалі частіше вживається термін «стиль масової інформації»   , що пояснюється глобалізованими процесами в суспільстві, зміною медійних ресурсів у світі та європейською традицією до класифікації функціональних стилів.

## Використання
Сфера використання публіцистичного стилю — громадсько-політична, суспільно-виробнича, культурно-освітня діяльність, навчання.
Основне призначення:
- розв'язання актуальних суспільно-політичних проблем суспільства,
- вплив на читача (слухача), спонукання до діяльності, формування певної громадянської позиції чи зміна поглядів,
- донесення певних думок, переконань, ідей та теорій.

## Особливості публіцистичного стилю
| Основні ознаки: - доступність мови й формулювань (орієнтація на широкий загал), - поєднання логічності доводів і полемічності викладу, - поєднання точних найменувань, дат, подій, місцевості, учасників, виклад наукових положень і фактів з емоційно-експресивною образністю, - наявність низки яскравих засобів позитивного чи негативного авторського тлумачення, яке має здебільшого тенденційну ознаку, - наявність художніх засобів (епітетів, порівнянь, метафор, гіпербол). | Основні мовні засоби: - синтез складників наукового, офіційно-ділового, художнього й розмовного стилів, - насичення лексики суспільно-політичними й соціально-економічними термінами, закликами, гаслами, - використання багатозначної образної лексики, емоційно-оцінних слів, експресивних сталих словосполук, перифраз, - уживання в переносному значенні наукових, спортивних, музичних, військових та інших термінів, - використання чужомовних суфіксів -іст (-ист), -атор, -ація тощо, префіксів псевдо-, нео-, супер-, інтер- тощо, - різні типи питальних, окличних та спонукальних речень, зворотний порядок слів, складні речення ускладненого типу з повторюваними сполучниками та інше, - влучні афористичні, інтригуючі заголовки. |

Публіцистичний стиль щодо жанрів, мовних особливостей і способів подання інформації поділяють на такі підстилі:
- стиль засобів масової інформації (часописи, листівки, радіо, телебачення, інтернет-видання тощо), наприклад:

Тож як тільки комуністичний режим зрозумів, що ситуація вийшла з-під контролю, кампанію українізації в 1932—1933 роках було брутально припинено, а національне відродження умертвлено й розстріляно. Істинне ставлення більшовизму до українізації цілком однозначно виявилося вже на її початку на деяких заселених українцями теренах, що увійшли до складу Російської Федерації.
- художньо-публіцистичний стиль (памфлети, фейлетони, політичні доповіді, нариси тощо), наприклад:

Любов до Батьківщини неможлива без любові до рідного слова. Тільки той може осягти своїм розумом і серцем красу, велич і могутність Батьківщини, той збагнув відтінки і пахощі рідного слова, хто дорожить ним, як честю рідної матері, як колискою, як добрим ім'ям своєї родини. Людина, яка не любить мови рідної матері, якій нічого не промовляє рідне слово, — це людина без роду й племені.
- есе (короткий нарис вишуканої форми),
- науково-публіцистичний стиль (літературно-критичні статті, огляди, рецензії тощо).